# The Girl from Maxim's
The Girl from Maxim's is een Britse filmkomedie uit 1933 onder regie van Alexander Korda. Tegelijk met de Engelse versie werd er ook een Franse versie van de film gedraaid.

## Verhaal
Op een nacht zet dr. Lucien Petypon de bloemetjes buiten bij Maxim's. De volgende morgen wordt hij wakker naast de danseres La Môme. Juist op dat ogenblik krijgt hij een onverwacht bezoekje van zijn rijke oom. Dr. Petypon ziet zich genoodzaakt om het danseresje aan hem voor te stellen als zijn vrouw.

## Rolverdeling
| Acteur            | Personage       |
| ----------------- | --------------- |
| Frances Day       | La Môme         |
| Lady Tree         | Mevrouw Petypon |
| Leslie Henson     | Dr. Petypon     |
| George Grossmith  | Generaal        |
| Desmond Jeans     | Etienne         |
| Evan Thomas       | Corignon        |
| Stanley Holloway  | Mongicourt      |
| Gertrude Musgrove | Clementine      |